# Коређоли (Мантова)
Коређоли је насеље у Италији у округу Мантова, региону Ломбардија.
Према процени из 2011. у насељу је живело 945 становника. Насеље се налази на надморској висини од 12 м.